# Валищево (Рязанская область)
Валищево — деревня в Рыбновском районе Рязанской области. Входит в Баграмовское сельское поселение.

## География
Находится в западной части Рязанской области на расстоянии приблизительно 6 км на запад по прямой от железнодорожного вокзала в городе Рыбное.

## История
На карте 1850 года показана как поселение с 17 дворами. В 1859 году здесь (тогда деревня Рязанского уезда Рязанской губернии) был учтен 21 двор, в 1897 — 48.

## Население
Численность населения: 154 человека (1859 год), 247 (1897), 13 в 2002 году (русские 100 %), 6 в 2010.